# Cheirolophus canariensis
Cheirolophus canariensis là một loài thực vật có hoa trong họ Cúc. Loài này được (Brouss. ex Willd.) Holub mô tả khoa học đầu tiên năm 1973.